# 學甲下社
學甲下社是臺灣臺南市學甲區的一個傳統地域名稱，早期為西拉雅平埔族「學甲社」舊地，舊時學甲十三庄之一，其地域位於為學甲區仁得里與百福里境內（現百福里已與慈生里歸為慈福里），下社屬學甲慈濟宮8區中的下角選區。

## 地理位置
下社仔位於現今學甲警察分局北邊，約在今民權路與仁愛路交叉路口「白礁宮」附近一帶的舊時聚落，因其地域位居中社慈濟宮之東南，故稱「下社仔」。

## 開庄沿革
學甲區庄社中的「學甲」昔為倒風內海南畔之地，開發於明鄭前後（17世紀後半葉），為西拉雅平埔族「學甲社」之舊地，「學甲乃是出自此地平埔蕃一小社的名稱」，學者楊森富則認為「學甲社」應係漢譯的雅化地名，如鹽水區「番仔厝」被雅化成「歡雅」一樣，因而目前市區仍有後社、中社和下社仔等的「社名」，另下社仔的庄廟「白礁宮」（主祀保生大帝），也是學甲慈濟宮最早發跡的地點。
明鄭初期（1661）隨鄭成功部隊的運糧官陳一桂，於中洲南邊的「謝厝寮」（頭前寮）將軍溪畔（大道公埔）平安登陸，以後四散開墾，其中李姓多居下社仔和七塊厝，  由福建泉州同安縣白礁鄉李勝偕李階、李孟、李松等3子入墾此地（下社），因而眾人尊李勝為開基第一代祖，原庄有30多戶。  

## 角頭與宗教
由於下社居於學甲的中心地帶，因而庄內的角頭與宮廟也較多，計有7個角頭為最多角頭的庄頭，其中有溪仔墘的新芳慶安宮（主祀為謝府元帥）、縣內角的中壇太子壇（主祀為中壇元帥）、仁得的分基大帝壇（主祀為保生大帝）、宅口的興太宮（主祀為中壇元帥）、下社角的白礁宮（主祀為保生大帝）、下社周的文衡聖帝壇（主祀為關聖帝君）、東竹圍的李府千歲壇（主祀為李府千歲）。

## 交通
有臺84線與臺19兩條省道經過本區。臺84線西可到北門，東可達臺南市內大內玉井等地。至於臺19是連線臺灣中南部次要鄉鎮的縱貫公路，縱貫通過學甲區、安南區，也聯繫起此保生大帝信仰的因緣關係，慈濟宮其主神保生大帝，為陳、李、謝、莊四姓先民自大陸福建白礁鄉慈濟宮迎請開基保生二大帝、謝府元帥及中壇元帥隨鄭成功部隊來臺，初由學甲頭前寮將軍溪畔登岸，爾後在學甲地區拓墾定居，形成「學甲十三庄」，也是全線貫通於整個西部大平原地帶的重要公路，位置在台1線與台17線（西部濱海公路）中間。  

## 圖集

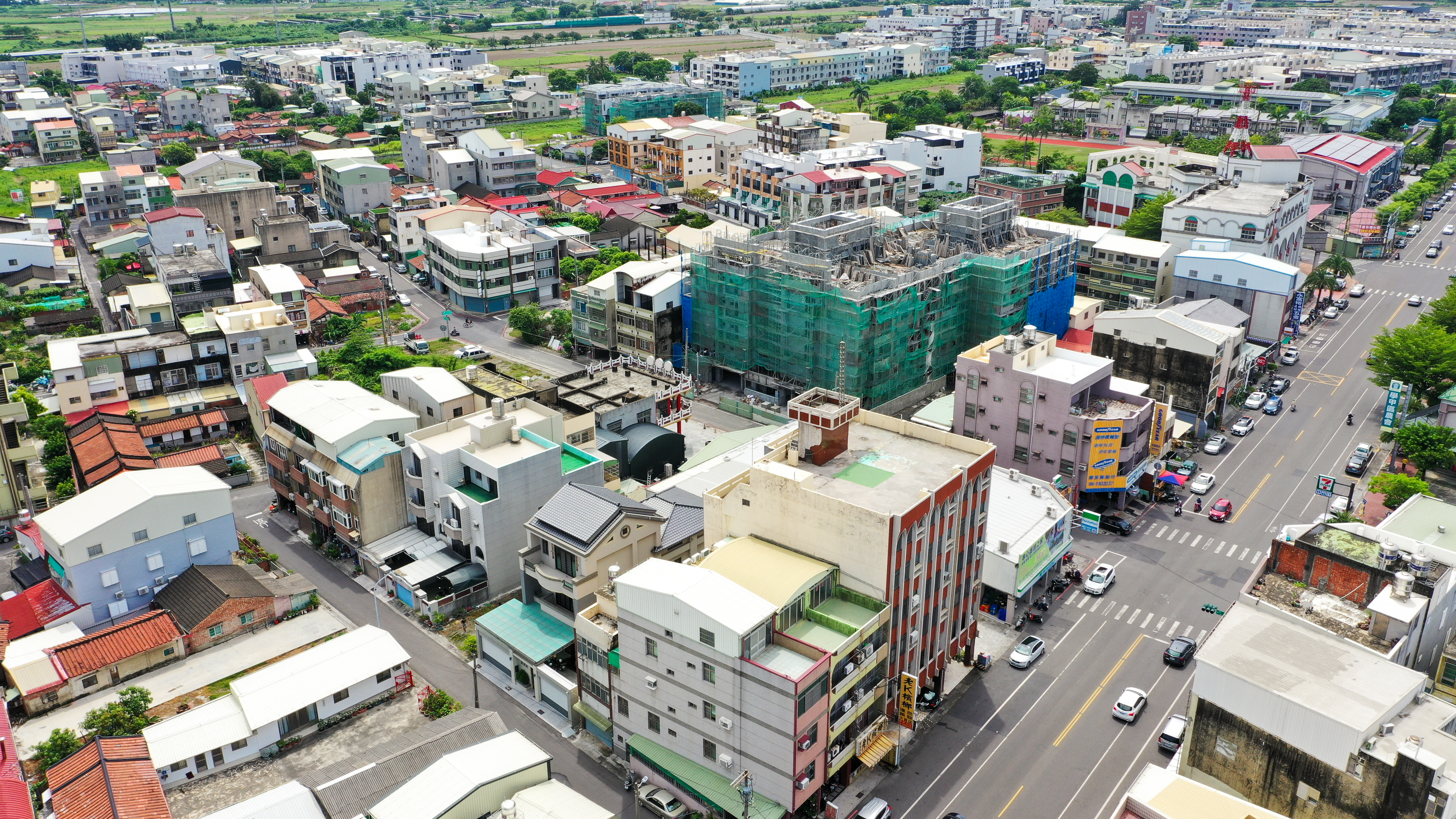
學甲下社空拍-1
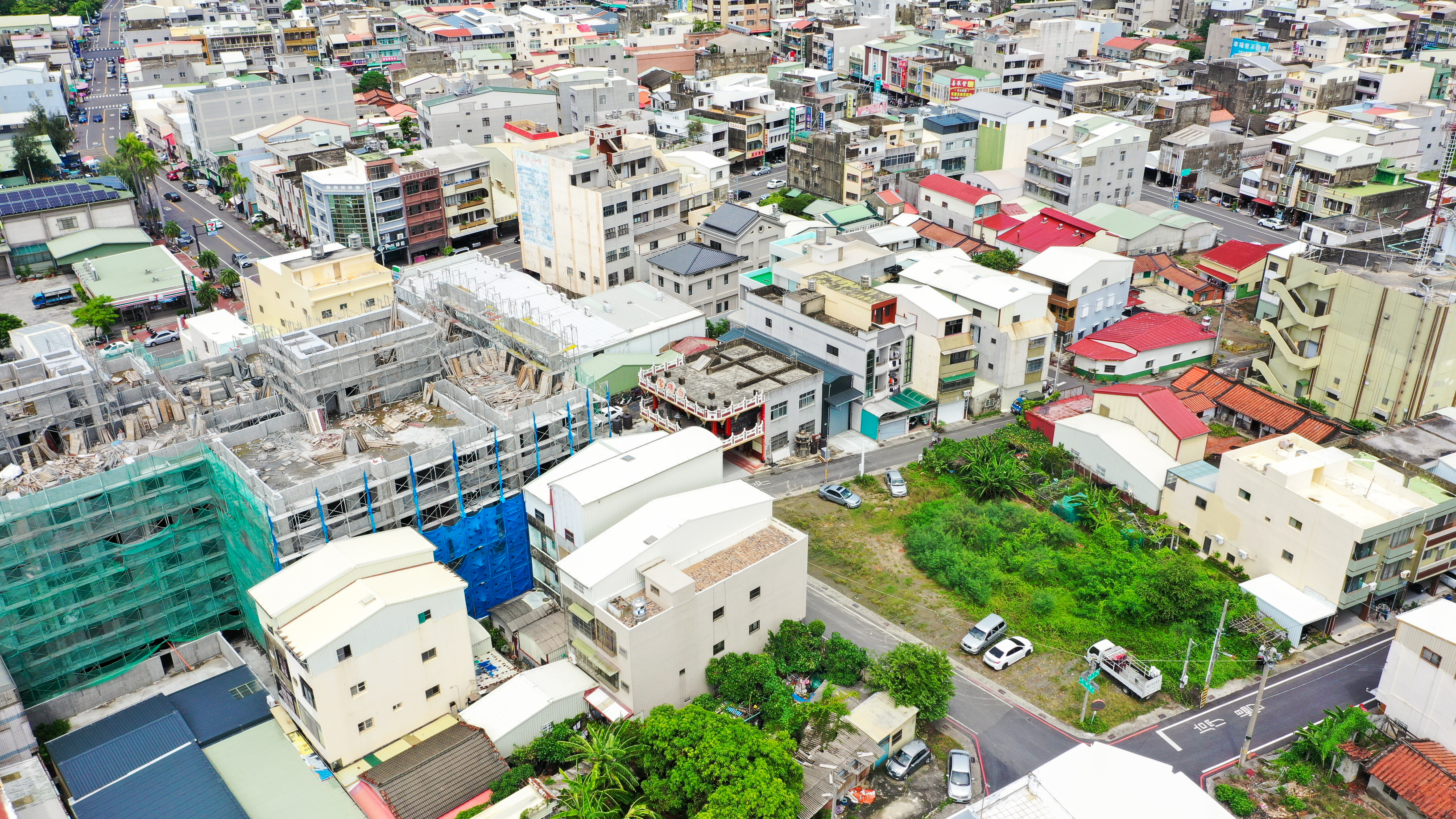
學甲下社空拍-3
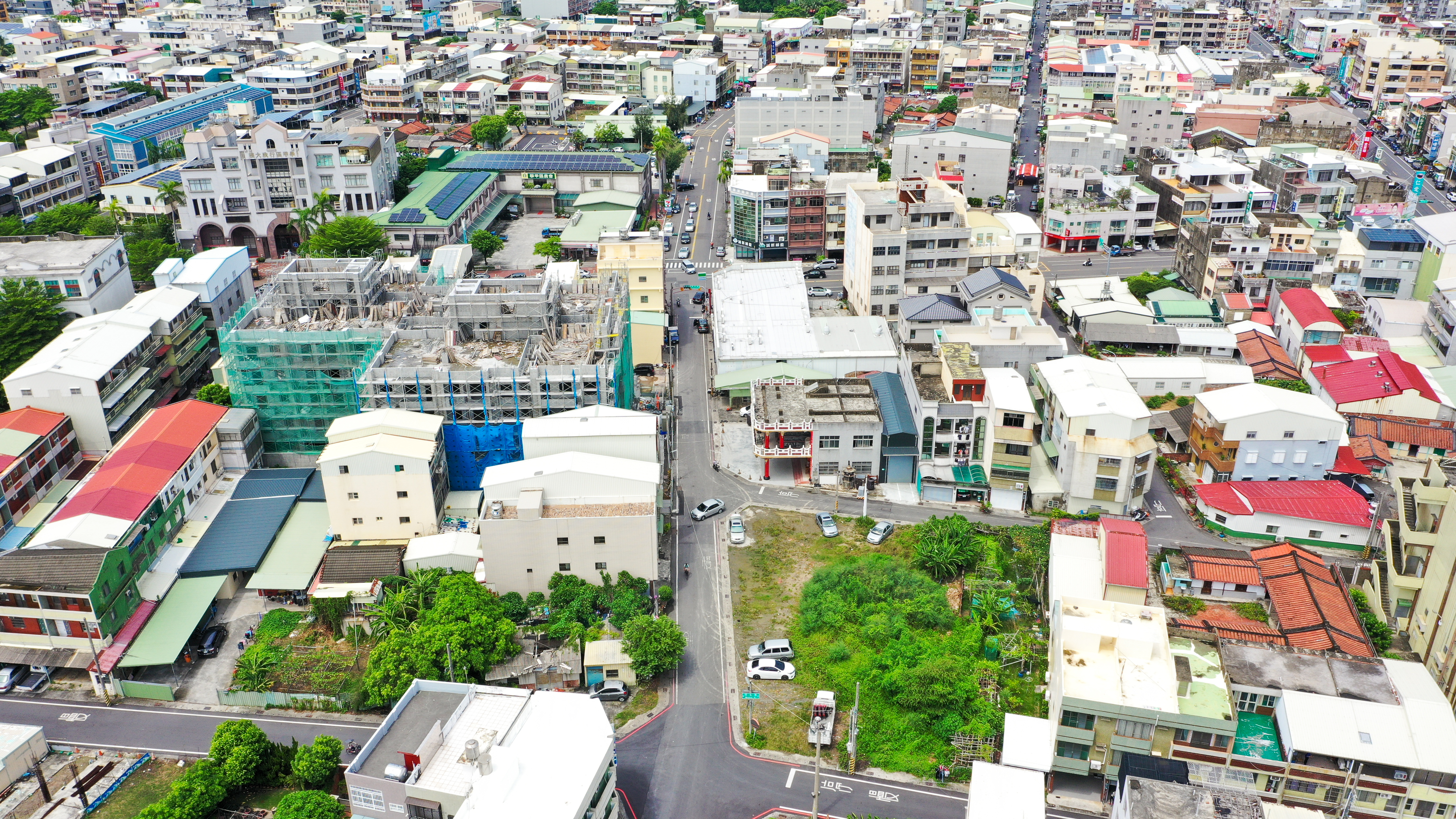
學甲下社空拍-2